# Facultad de Veterinaria (Universidad Complutense de Madrid)
La Facultad de Veterinaria de la Universidad Complutense de Madrid (UCM) se encuentra en la Ciudad Universitaria de Madrid, en la Avenida de Puerta de Hierro.
Fue fundada en el siglo XIX por la Real Orden de 6 de agosto de 1835 a partir de la Escuela de Veterinaria de Madrid, que había sido creada en 1792. Su festividad patronal es el 4 de octubre, San Francisco de Asís.

## Estudios[10]

### Programas degrado
- Grado en Ciencia y Tecnología de los Alimentos.
- Grado en Veterinaria.

### Programas demáster
- Máster Universitario en Investigación en Ciencias Veterinarias.
- Máster Universitario en Producción y Sanidad Animal (conjunto con UPM).
- Máster Universitario en Virología (conjunto con UPM).

### Programas dedoctorado
- Doctorado en Veterinaria.

### Programas detítulo propiode la UCM
- Especialista en Animales Exóticos y Salvajes: Manejo, Clínica y Cría en Cautividad.
- Especialista en Estrategias de Conservación y Manejo de Biodiversidad Tropical.
- Especialista en Sanidad y Producción Apícola (semipresencial).
- Especialista en Traumatología y Cirugía Ortopédica en Animales de Compañía.[11]

## Departamentos[12]
- Departamento de Anatomía y Anatomía Patológica Comparada (Anatomía y Embriología).
- Departamento de Bioquímica y Biología Molecular IV.
- Departamento de Fisiología (Fisiología Animal).
- Departamento de Medicina y Cirugía Animal.
- Departamento de Nutrición, Bromatología y Tecnología de los Alimentos.
- Departamento de Producción Animal.
- Departamento de Sanidad Animal.
- Departamento de Toxicología y Farmacología.

## Otros servicios y asociaciones[13]
- ACYTAM. Asociación de estudiantes.
- ALCYTA. Asociación de profesionales.
- Asociación La Salmanquesa del Círculo Polar.
- Asociación Madrileña de Estudiantes (IVSA/ AMEV).
- AVAFES. Asociación de estudiantes.
- BALAENA. Asociación de estudiantes.
- Bolsa de Adopción de Animales.
- Cafetería.
- Club de Buceo y Náutica Hyppocampus.
- Club Deportivo Canino.
- Coral Veterinaria Complutense.
- El Perro Andaluz. Asociación de estudiantes.
- Escuela de cachorros y adultos.
- Guardian Angels. Asociación de estudiantes.
- La Salamanquesa del Círculo Polar. Asociación de estudiantes.
- Museo Veterinario Complutense.
- Servicio de Genética Clínica.
- VEKAVEL. Asociación de Estudiantes.
- VETERMON. Asociación de Estudiantes.